# Gaudenzio Capelli
Gaudenzio Capelli (Milano, 7 dicembre 1929) è un giornalista e fumettista italiano.
È stato direttore del settimanale Topolino dal 1980 al 1994, succedendo a Mario Gentilini. A lui è poi subentrato Paolo Cavaglione.

## Biografia
Laureato in chimica industriale, è entrato in Mondadori nel 1961, iniziando subito a collaborare come redattore di Topolino durante la direzione di Mario Gentilini. Negli anni sessanta si è occupato particolarmente dei Manuali Disney e dell'Enciclopedia Disney. Subentrato a Gentilini nel 1980, sotto la sua direzione la rivista raggiunse nel luglio del 1993 la soglia di più di un milione di copie. È stato tra i fondatori della Accademia Disney di Milano, pensata per favorire la nascita di nuovi talenti nel campo del fumetto. Lasciata la direzione di Topolino e Disney Italia il 31 marzo 1994, è passato a dirigere la Divisione Editoriale di Mattel Italia.
Nel 1997 ha ricevuto il premio Disney Legends, e nel 2017 il XII Premio Papersera.